# Sylvie Roelly
Sylvie Roelly (Paris, 1960)  é uma matemática francesa, especializada em teoria das probabilidades, incluindo o estudo de sistemas de partículas, medida de Gibbs, difusão molecular e processos de ramificação. É professora de matemática no Instituto de Matemática da Universidade de Potsdam, Alemanha.

## Formação e carreira
Roelly nasceu em 1960 em Paris, e estudou matemática de 1979 a 1984 na École normale supérieure de jeunes filles em Paris. Obteve um diploma em matemática em 1980 pela Universidade Paris VII, e uma agrégation em 1982. Obteve um doutorado em 1984 pela Universidade Pierre e Marie Curie, com a tese Processus de diffusion à valeurs mesures multiplicatifs, orientada por Nicole El Karoui. Obteve a habilitação em 1991 na Universidade Pierre e Marie Curie.
Depois de um ano lecionando na École normale supérieure foi pesquisadora do Centre national de la recherche scientifique (CNRS) em 1985. Chegou na Alemanha como Humboldt Fellow na Universidade de Bielefeld de 1990 a 1994, e foi pesquisadora do Instituto Weierstrass em Berlim de 2001 a 2003, antes de assumir sua cátedra em Potsdam em 2003.
Em Potsdam foi chefe do Instituto de Matemática de 2011 a 2015, e vice-reitora da Faculdade de Ciências de 2016 a 2019. Junto com seu interesse de pesquisa em probabilidade, organizou em Potsdam vários eventos sobre a história dos matemáticos judeus.

## Reconhecimento
Em 2007, Roelly e Michèle Thieullen ganharam o Prêmio Itô da Bernoulli Society for Mathematical Statistics and Probability por seu trabalho sobre difusão browniana. Foi nomeada matemática do mês de abril de 2015 pela Associação dos Matemáticos da Alemanha.